# Hill (New Hampshire)
Hill ist der Name einer Town im Merrimack County des US-Bundesstaates New Hampshire in Neuengland. Es liegt in der Lakes Region von New Hampshire. Das U.S. Census Bureau hat bei der Volkszählung 2020 eine Einwohnerzahl von 1.017 ermittelt.
Zu Hill gehören die Siedlungsteile Hill Center, Murray Hill und South Alexandria. Gewässer in Hill sind unter anderem der Pemigewasset River und der Smith River.

## Geschichte
1753 wurde Siedlern aus Chester das Siedlungsrecht auf einem Gebiet von 30.000 Acres Größe gewährt, das neben dem heutigen Hill auch Bristol und Bridgewater sowie Teile von Wilmot und Danbury umfasste. Zunächst hieß die Siedlung New Chester und gehörte zu Grafton County. 1790 wurden 312 Einwohner gezählt. 1837 wurde New Chester zu Ehren von Isaac Hill, dem damaligen Gouverneur von New Hampshire und Senator unter Präsident James Buchanan, umbenannt. 1847 bekam Hill einen Bahnhof an der neu gebauten Stichstrecke nach Bristol, und 1868 wurde es aus Grafton County herausgelöst und Merrimack zugeschlagen. Die Errichtung des Franklin-Falls-Dammes am Pemigewasset River machte ab 1938 die Umsiedlung von Hill erforderlich. Damit verlor Hill auch seinen Anschluss an die Eisenbahn, obwohl der Passagierverkehr schon 1927 weitgehend eingestellt und die Strecke bei einem Hochwasser 1936 unterspült worden war. Die Einwohner von Hill erwarben höhergelegenes Land und planten eine neue Ortschaft. Bis zum Juni 1941 standen das neue Rathaus, die Schule und dreißig Häuser. Daneben waren Straßen und die Wasserversorgung fertiggestellt.
In Hill wurde Chester B. Jordan geboren, ein späterer Gouverneur von Illinois.

### Bevölkerungsentwicklung
| Jahr      |      |      |      | 1767 | 1773 | 1775 | 1783 | 1786 | 1790 | 1800 |
| --------- | ---- | ---- | ---- | ---- | ---- | ---- | ---- | ---- | ---- | ---- |
| Einwohner |      |      |      |      | 179  | 196  | 353  | 496  | 312  | 615  |
| Jahr      | 1810 | 1820 | 1830 | 1840 | 1850 | 1860 | 1870 | 1880 | 1890 | 1900 |
| Einwohner | 895  | 971  | 1090 | 999  | 954  | 918  | 620  | 667  | 548  | 603  |
| Jahr      | 1910 | 1920 | 1930 | 1940 | 1950 | 1960 | 1970 | 1980 | 1990 | 2000 |
| Einwohner | 556  | 500  | 468  | 498  | 310  | 396  | 450  | 736  | 817  | 996  |
| Jahr      | 2010 | 2020 |      |      |      |      |      |      |      |      |
| Einwohner | 1089 | 1017 |      |      |      |      |      |      |      |      |

## Verwaltung und städtische Einrichtungen
Oberste Instanz der Stadtverwaltung sind drei Stadträte. Die Polizeistation ist nur zeitweise besetzt. Feuerwehr und Notdienst gehören zur Stadt, das nächste Krankenhaus liegt in acht Meilen Entfernung in Franklin. Hill verfügt über eine öffentliche Bibliothek und eine Grundschule, die Jennie D. Blake Elementary School. Die weiterführende Schule gehört zu Franklin.

## Verkehr
Quer durch das Gebiet verläuft in Ost-West-Richtung die Murray Hill Road von der NH–104 zwischen Danbury im Westen und Bristol im Norden zum Kernort von Hill im Osten. Dort trifft die Straße auf die in Nord-Süd-Richtung verlaufende New Hampshire Route NH–3A. In zwölf Meilen Entfernung gibt es Anschluss an den I-93. In Bristol liegt der Newfound Valley Airport. Der nächstgelegene Flughafen mit Linienflügen ist der Lebanon Municipal Airport, mit Interkontinentalflügen in Logan International Airport in Boston. In Hill gibt es keinen öffentlichen Personennahverkehr.